# Älichan Bäimenow

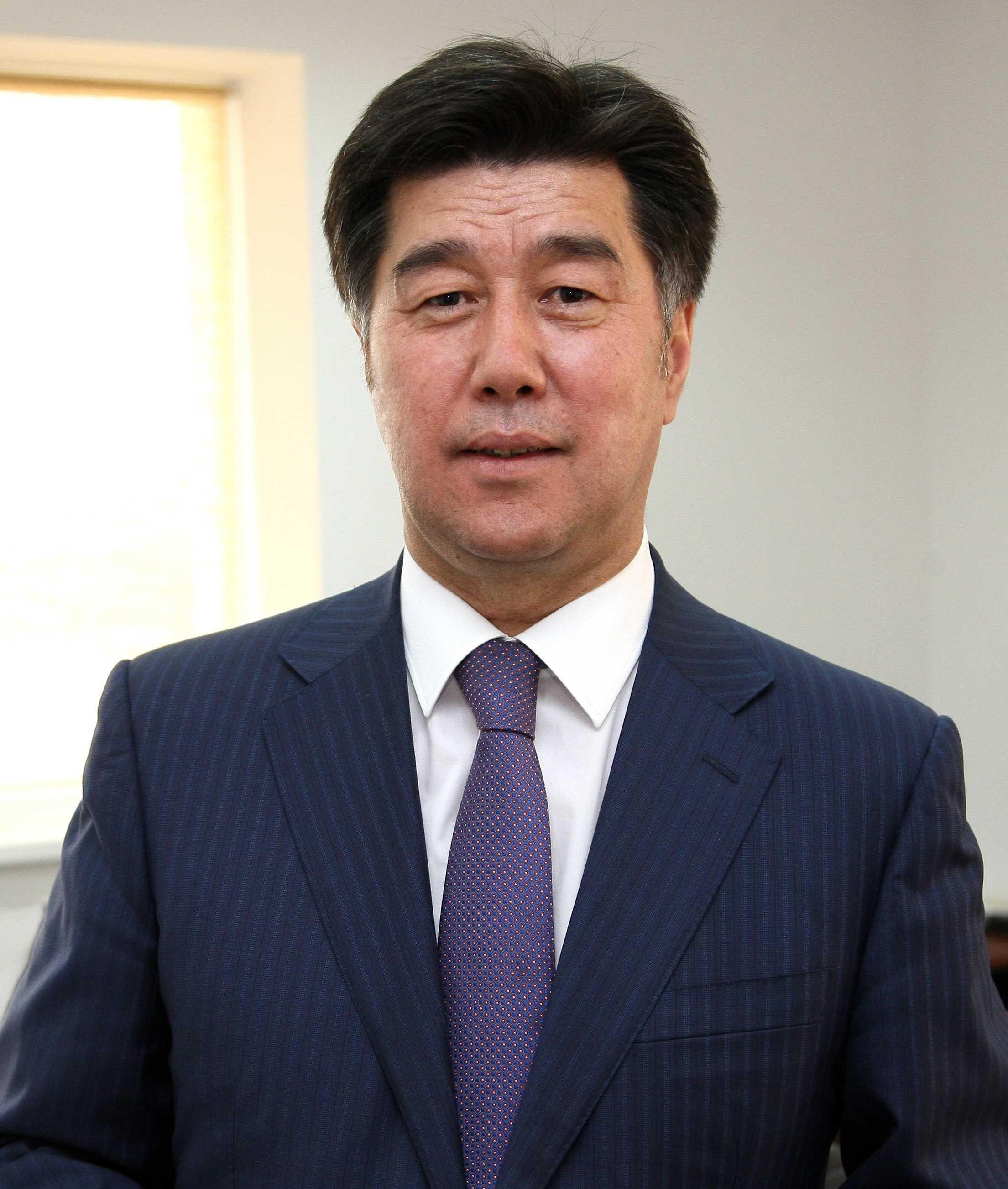
Alichan Baimenow

Älichan Muchamedijauly Bäimenow (kasachisch Әлихан Мұхамедияұлы Бәйменов Älihan Mūhamediiaūly Bäimenov, russisch Алихан Мухамедьевич Байменов Alichan Muchamedjewitsch Baimenow; * 25. März 1959 in Karsakpai, Kasachische SSR) ist ein kasachischer Politiker (Aq Jol).

## Leben
Älichan Bäimenow wurde 1959 im Dorf Karsakpai im heutigen Gebiet Qaraghandy geboren. Er studierte an der Filiale in Dscheskasgan des Polytechnischen Institutes Karaganda, wo er 1981 seinen Abschluss machte. Zwischen 1985 und 1988 besuchte er außerdem das Moskauer Automobil- und Straßen-Institut.
Nach seinem Abschluss am Polytechnischen Institut war er bis 1983 dort als Assistent beschäftigt. Nach seinem Besuch des Automobil- und Straßen-Institut in Moskau kehrte er wieder nach Dscheskasgan zurück und lehrte als Dozent an der dortigen Filiale des Polytechnischen Institutes. Später wurde er Mitarbeiter und stellvertretender Dekan der Fakultät für Bergbau und Mechanik. 1992 wurde er dann stellvertretender Leiter der Regionalverwaltung des Gebietes Schesqasghan und hatte somit zum ersten Mal ein politisches Amt inne. Von 1994 bis 1995 war er stellvertretender Vorsitzender des Obersten Rates Kasachstans und anschließend Stellvertretender Arbeitsminister des Landes. Im September 1996 wurde er stellvertretender Leiter der Präsidialverwaltung und von Oktober 1997 bis August 1998 leitete er das Büro des kasachischen Premierministers. Danach war er Leiter der Präsidialverwaltung. Am 17. Februar 1999 wurde er zum Vorsitzenden der neu geschaffenen Agentur für den öffentlichen Dienst. Seit dem 7. August 2000 war er im Kabinett von Qassym-Schomart Toqajew Minister für Arbeit und Sozialschutz. Dieses Amt bekleidete er bis November 2001.
Im November 2001 war er Mitbegründer des kasachischen Oppositionsbündnisses „Demokratische Wahl Kasachstans“. Er war auch einer der Gründer der Demokratischen Partei Ak Schol, deren Vorsitzender er von März 2005 bis 2011 war. Mit der Partei trat er bei der Parlamentswahl 2004 an und konnte dem offiziellen Ergebnis nach zwölf Prozent der Stimmen gewinnen. Bäimenow erkannte das Wahlergebnis nicht an und verweigerte sein Mandat in der Mäschilis, dem Unterhaus des kasachischen Parlaments. Bei der Präsidentschaftswahl 2005 trat er als Kandidat für die Demokratische Partei Ak Schol an. Er konnte aber nur rund 1,6 Prozent der Stimmen gewinnen und landete abgeschlagen auf dem dritten Platz.
Am 1. Juli 2011 wurde er erneut zum Vorsitzenden der Agentur für den öffentlichen Dienst ernannt, was er bis September 2014 blieb. Seitdem ist er Vorsitzender des Lenkungsausschusses des öffentlichen Dienstes.